# Gà RSL

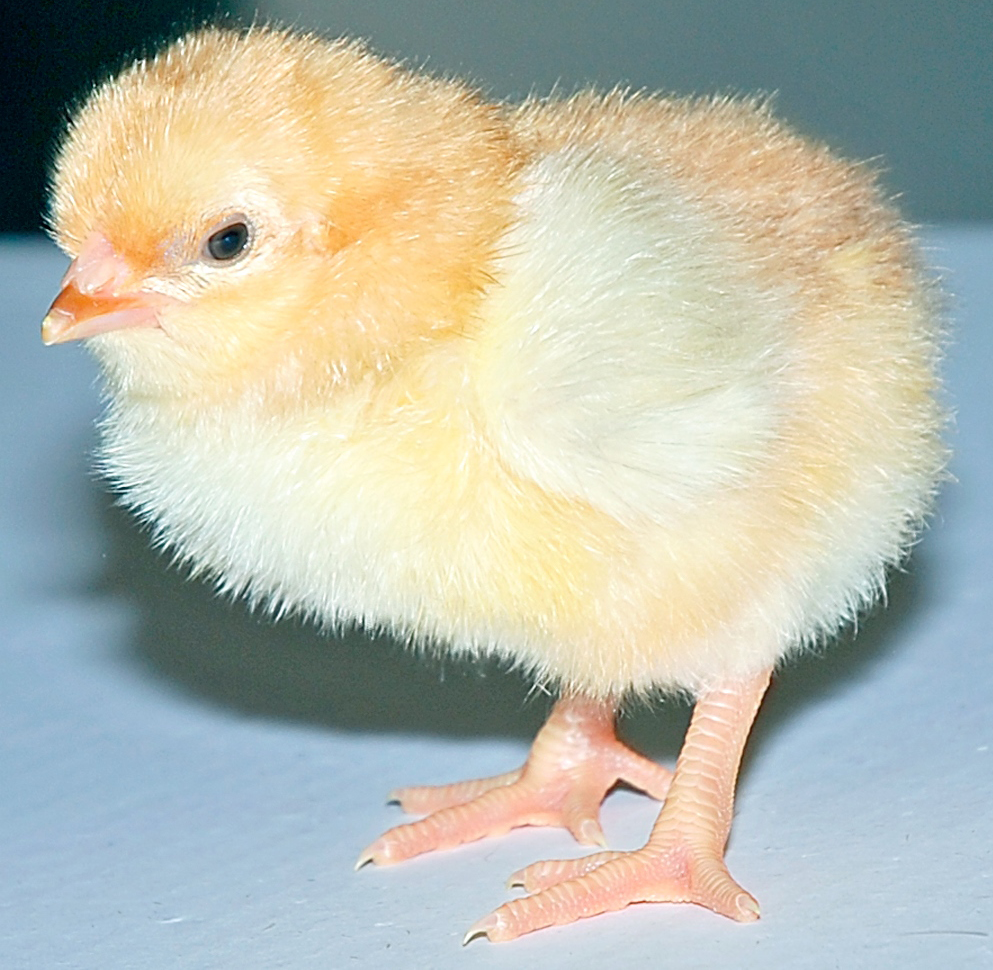
Một con gà RSL 01 ngày tuổi

Gà RSL là các tổ hợp gà lai giữa các giống Ri, Sasso, Lương Phượng với thành phần di truyền trong các tổ hợp lai của các giống gà là: 50% Ri, 25% Sasso và 25% Lương Phượng.

## Nguồn gốc

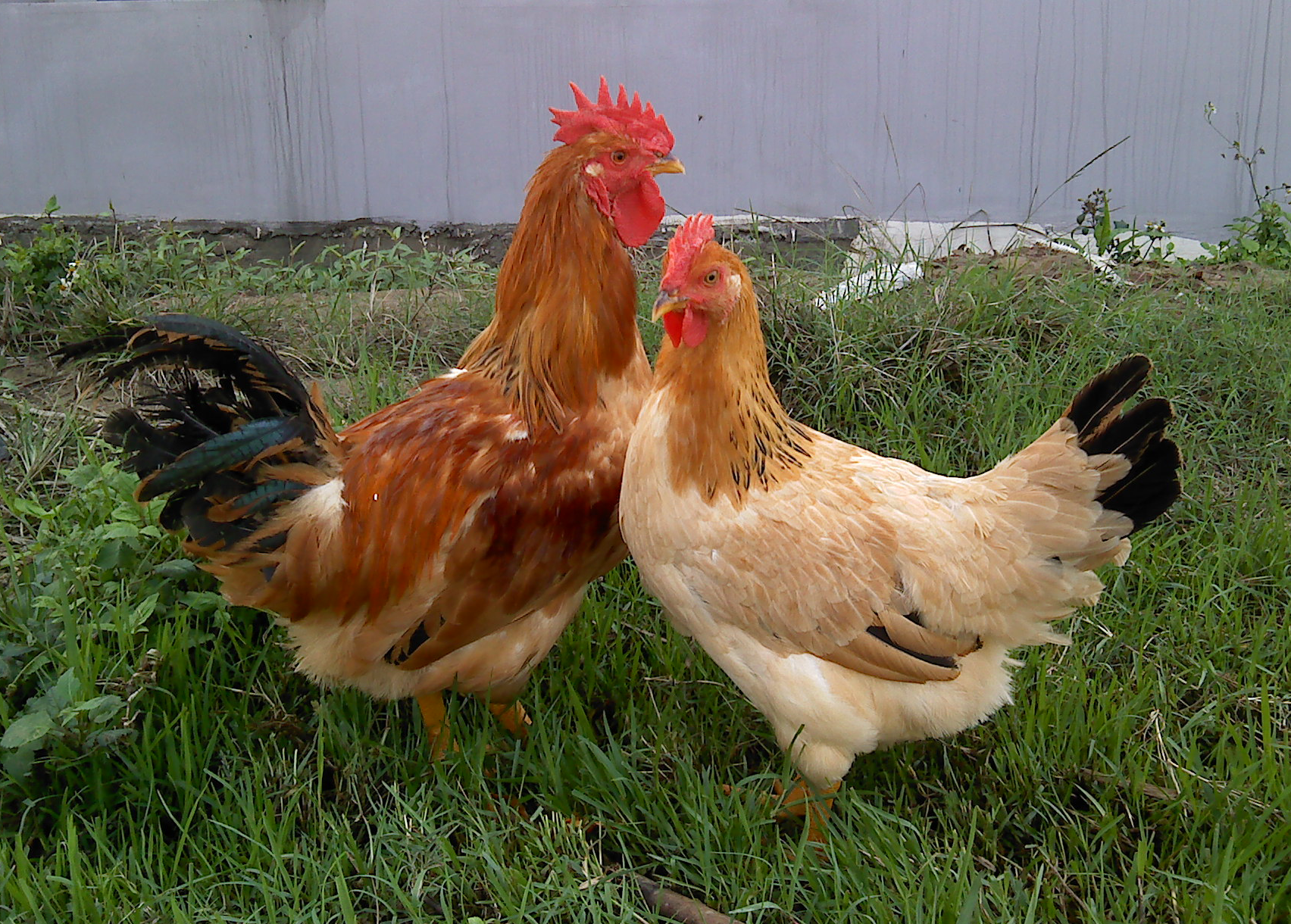
Cặp trống, mái gà ri lai ba máu RSL

## Khả năng sinh trưởng và cho thịt

Khối lượng gà RSL và gà Ri nuôi thịt từ 1 - 17 tuần tuổi